# حامد إسماعيل
حامد إسماعيل لاعب كرة قدم قطري ، ظهير أيمن ويلعب بعض المرات جناح يلعب حالياً في النادي العربي.

## مسيرة اللاعب
```
سبق له أن لعب في 
النادي العربي
 من فريق الأشبال وانتقل لنادي الريان سنه 2008 وأعاره الريان إلى السد في فترتين وانتقل إلى 
النادي العربي
 عام 2017 وفي نهاية العام عاد إلى 
نادي السد
 وعاد إلى الريان في صيف 2020 ومع بداية موسم 2020 انتقل إلى 
نادي قطر
 وبعد موسم عاد إلى 
النادي العربي
.
```

ولعب مع منتخب قطر الأولمبي لكرة القدم، وقد حصل على لقب الهداف في كأس الخليج للمنتخبات الأولمبية 2008 برصيد 3 أهداف بالمحاصصة مع يوسف السالم وموسى العلاق وهو أحد الاعبين الموهوبين بالدوري القطري وله شهره كبيره عند جمهور الريان

## روابط خارجية
- حامد إسماعيل على موقع قاعدة بيانات كرة القدم.إي يو (الإنجليزية)
- حامد إسماعيل على موقع ناشيونال فوتبول تيمز (الإنجليزية)
- حامد إسماعيل على موقع Soccerway.com (الإنجليزية)
- حامد إسماعيل على موقع عالم كرة القدم.نت (الإنجليزية)